# Alakazam the Great
Alakazam the Great (с англ. — «Великий Алакадзам»), в Японии известный как «Сайюки» (яп. 西遊記 сайю:ки, «Путешествие на запад») — японский анимационный фильм 1960 года, основанный на китайской легенде «Путешествие на Запад». Аниме было снято по одноимённой манге Осаму Тэдзуки, и в титрах он был назван режиссёром. Однако позднее Тэдзука пояснил, что появлялся в студии лишь для того, чтобы позировать перед фотографами.

## Сюжет
Алакадзам (Сунь Укун) — молодая и храбрая обезьянка, которая убеждает других обезьян сделать его своим королём. Получив власть и научившись магии, Алакадзам становится тщеславным и отправляется на небеса, чтобы бросить вызов богам.